# Alex Kraskewitz
Alexander Alex Kraskewitz (* 23. Oktober 1936; † 21. Oktober 2021) war ein deutscher Fußballspieler. Von 1958 bis 1963 hat der Offensivspieler in der damals erstklassigen Fußball-Oberliga West bei Westfalia Herne 87 Ligaspiele absolviert und 12 Tore erzielt. In der Saison 1958/59 gewann er mit Herne die Meisterschaft in der Oberliga West und zog damit mit seinem Verein in die Endrunde um die deutsche Fußballmeisterschaft ein. Insgesamt hat er in den zwei Jahren 1959 und 1960 mit Herne 13 Spiele (2 Tore) in den Endrunden um die deutsche Fußballmeisterschaft bestritten.

## Laufbahn
In der Saison 1957/58 belegte Arminia Ickern in der Verbandsliga Westfalen, Gruppe 2, den 3. Rang. Der 21-jährige Angreifer Alex Kraskewitz nahm zur folgenden Saison 1958/59 das Angebot von Westfalia Herne an und wechselte in die Oberliga West.
Das Oberligadebüt des Offensivallrounders fand am Rundenstarttag der Saison 1958/59, am 17. August 1958, bei einem 2:2-Auswärtsremis gegen den Meidericher SV statt. Er bildete dabei mit Heinz Crawatzo, Kurt Sopart, Gerhard Clement und Siegfried Burkhardt auf Linksaußen im damaligen WM-System den Angriff der Mannschaft von Trainer Fritz Langner. Der Neuzugang aus Ickern hatte in der ersten Halbzeit seine neue Mannschaft mit 2:1 in Führung gebracht. Kraskewitz gehörte von Rundenbeginn der Stammbesetzung der Blau-Weißen an und versäumte lediglich ein Rundenspiel. In seinem ersten Heimspiel mit Westfalia, am 24. August, gewann er mit 1:0 das Lokalderby gegen den SV Sodingen und war dabei als rechter Verbinder an der Seite von Rechtsaußen Horst Wandolek im Einsatz. In seinem dritten Oberligaspiel, den 31. August, gewann er mit Herne 3:0 beim FC Schalke 04, dem Deutschen Meister des Jahres 1958. Nach dem 4:1-Heimerfolg am 7. September gegen Alemannia Aachen führte der 12. des Vorjahres mit 7:1 Punkten, gemeinsam mit Borussia Dortmund und Fortuna Düsseldorf, die Tabelle in der Oberliga West. Kraskewitz war im Juli 1958 zu einem Oberligaverein gewechselt, welcher permanent um den Klassenerhalt kämpfte, jetzt kämpfte die Mannschaft vom Stadion am Schloss Strünkede um die Meisterschaft. Nach der Hinrunde führte Herne mit 21:9 Zählern die Tabelle vor den drei Verfolgern Meiderich, Düsseldorf und Bochum mit jeweils 11 Minuspunkten an. Mit einem 2:1-Heimerfolg am 22. April 1959 beendete Herne die Saison 1958/59 und war damit Meister der Oberliga West. Kraskewitz hatte 29 Ligaspiele absolviert und drei Tore erzielt.
Trainer Langner hatte eisern auf ein enges Gerüst von elf, zwölf Stammspielern gesetzt, hatte auch das Glück gehabt, dass tatsächlich keine größeren Verletzungsausfälle aufgetreten waren und er wirklich mit einer verschworenen Truppe zu diesem Erfolg kommen konnte. Neuzugang Kraskewitz hatte wie erhofft eingeschlagen, Mittelstürmer Clement hatte sich mit 28 Treffern die Torjägerkrone im Westen geholt und mit nur 23 Gegentreffern hatte Herne auch die mit Abstand beste Defensive der Runde gestellt.
Die Meisterelf setzte sich aus folgenden Spielern zusammen:
Torhüter Hans Tilkowski (30 Spiele) und den Feldspielern Helmut Benthaus (30/1), Siegfried Burkhardt (29/4), Gerhard Clement (30/28), Wilhelm Kellermann (20), Alex Kraskewitz (29/3), Werner Losch (29/1), Willi Overdieck (24/4), Alfred Pyka (30), Kurt Sopart (24/4), Horst Wandolek (29/8). Danach folgten die Ergänzungsspieler Erich Kethler (10), Jupp Bothe (7/4), Heinz Crawatzo (4/2), Kurt Gehlisch (2), Ferdinand Hüser (2) und Friedhelm Syska mit einem Einsatz.
Die Spiele in den Endrunden 1959 und 1960 gegen Gegner wie die Offenbacher Kickers, Hamburger SV, Tasmania 1900 Berlin, Karlsruher SC und Borussia Neunkirchen gehören zu den Höhepunkten der Fußballkarriere von Alex Kraskewitz. Vor imponierenden Zuschauerzahlen wie zweimal über 70.000 in Hamburg, 56.000 in Frankfurt gegen Offenbach und 42.000 im „Heimstadion“ Rote Erde in Dortmund beim 3:1-Erfolg gegen den Hamburger SV mit seinem Treffer zum 3:1-Endstand, erlebte der Mann aus Ickern legendäre Spiele in der Zeit dieser spektakulären Endrunden.
Nach der Vizemeisterschaft 1960 belegte die Westfalia 1961 den 5. und 1962 den 6. Rang, ehe im letzten Jahr der alten erstklassigen Oberliga, 1963/64, der Absturz der Westfalia erfolgte. Ab der Saison 1961/62 schlug sich Kraskewitz mit Verletzungen herum, die keine kontinuierliche Rundenbilanz mehr ermöglichten. Im letzten Jahr der alten erstklassigen Oberliga, 1962/63, konnte er für die Westfalia nur noch in zwei Rundenspielen auflaufen. Mit dem Spiel am 21. Oktober 1962, einer 1:2-Auswärtsniederlage bei Borussia Mönchengladbach, endete deshalb seine Spielerkarriere. Gemeinsam mit Jürgen Bandura, Jürgen Pieper, Gerhard Clement und Jürgen Koch hatte er auf dem Bökelberg den Angriff von Herne gebildet.
Kraskewitz wurde zum Sportinvaliden erklärt und beendete im Sommer 1963 seine höherklassige Spielerlaufbahn. er starb am 21. Oktober 2021.